# Lophelia pertusa
Lophelia pertusa is een steenkoraal uit de familie Caryophylliidae. De wetenschappelijke naam van de soort werd, als Madrepora pertusa, in 1758 gegeven door Carl Linnaeus in de tiende editie van Systema naturae. Deze soort is de meest voorkomende, habitatvormende, rifbouwende koraalsoort in koud water. De soort komt voor in water van 4-13 °C.

## Beschrijving
De poliepen zijn doorzichtig witachtig tot oranje. Elke poliep heeft tot zestig tentakels. Hij vormt bossige kolonies tot enkele meters breed en bestaat dan uit duizenden poliepen. Naarmate een kolonie zich ontwikkelt, neigen aangrenzende takken aan elkaar te groeien en daarmee wordt de structuur van de kolonie sterker. Hoewel Lophelia in het Engels bekendstaat als 'wit koraal', heeft het doorzichtig weefsel met gele, oranje of rode vlekken. De takken groeien ongeveer 8 mm per jaar en vormen dan elke twee tot drie jaar een nieuwe poliep.

## Voortplanting
Bij L. pertusa komt zowel geslachtelijke als ongeslachtelijke voortplanting frequent voor. Het mechanisme van ongeslachtelijke voortplanting is simpel: takken van een kolonie breken af en komen op korte afstand van de ouderkolonie neer, waar ze uitgroeien. Lophelia-riffen blijken te bestaan uit een klein aantal klonen met veel individuele kolonies en een groter aantal klonen met weinig kolonies. Lophelia heeft gescheiden geslachten. Eicellen en zaadcellen worden uitgestoten in het water waar bevruchting plaats kan vinden. Er is een bepaalde voortplantingstijd die echter afhankelijk is van de plaats. Deze valt in Noorwegen tussen januari en maart, begint in het zuiden en schuift met de tijd op naar het noorden. Het uitstoten van geslachtscellen vindt plaats verspreid over een periode van ongeveer een maand en niet zoals bij veel tropische koraalsoorten simultaan in een bepaalde nacht. De bevruchte eieren ontwikkelen zich tot embryo's die zich waarschijnlijk voeden in de waterkolom. De embryo's ontwikkelen zich uit de eieren van ongeveer 160 µm doorsnede tot 120-270 µm lange, van trilharen voorziene gewimperde larven van het planula-type. De ontwikkeling is langzaam, met elke zes tot acht uur een celdeling tot het 64-cellige stadium. De larven zwemmen actief (½ mm/s), en verblijven in eerste instantie hoog in de waterkolom. Na vier weken zijn de netelcellen volledig ontwikkeld, ongeveer op het moment dat de larven op zoek gaan naar een permanente vestigingsplaats op de zeebodem. De vrij lange planktonfase wijst erop dat de soort zich als larve over een groot gebied kan verspreiden. Na drie tot vijf weken hechten de larven zich vast op een harde ondergrond.

## Verspreiding
De volledige geografische verspreiding van Lophelia pertusa is nog onbekend. Hij wordt het meest gevonden in de Noord-Atlantische Oceaan, maar komt in alle oceanen voor. Hij is bekend van de hele Atlantische Oceaan, delen van de Middellandse Zee, de Golf van Mexico, de Caraïbische Zee, en een aantal plaatsen in de Indische Oceaan en de Grote Oceaan. Een dichte gordel van Lophelia strekt zich uit van de zuidwestelijke Barentszzee langs de continentale rand aan de oostkant van de Atlantische Oceaan zuidelijk tot West-Afrika. Maar uit recente diepzee-expedities blijkt dat zo’n gordel zich ook langs de westelijke rand van de Atlantische Oceaan uit kan strekken van Nova Scotia tot Straat Florida en de Golf van Mexico. De noordelijkste locatie waarvan Lophelia bekend is ligt in de zuidwestelijke Barentszzee in de buurt van de Hjelmsøybank, terwijl de zuidelijkste locatie de subantarctische Macquariebreuk betreft, ten zuiden van Nieuw-Zeeland. De ondiepste plek waar levende exemplaren van Lophelia zijn gevonden is op 39 m in de Trondheimfjord, terwijl de diepste vindplaatsen liggen in de buurt van New England (3.383 m) en Marokko (2.775 m).

## Ecologie
Lophelia is in de Noordelijke Atlantische Oceaan de belangrijkste rifbouwende soort in koud, donker en voedselrijk water (diepwaterkoraalriffen). Net als tropische riffen hebben diepwaterriffen een veel grotere biodiversiteit dan de omringende oceaanbodem. Enkele soorten die vaak samen met L. pertusa worden gevonden zijn de spons Mycale lingua, het schelpdier Acesta excavata, en de zachte koralen Paragorgia arborea, Paramuricea placomus en Primnoa resedaeformis. De soort maakt op sommige plaatsen geïsoleerde kolonies en vormt elders uitgestrekte riffen. De riffen rond Noorwegen zijn vermoedelijk zo'n achtduizend jaar oud en zijn ontstaan na de laatste ijstijd. De riffen groeien ongeveer 5 mm per jaar. Er bestaan zorgen over het effect van de mens op het voortbestaan van koraalriffen. In het laboratorium is aangetoond dat als het water verzuurt (bijvoorbeeld als gevolg van een hogere CO2-concentratie in de atmosfeer) er op korte termijn duidelijk minder aragoniet wordt afgezet, maar dat dit effect op langere termijn weer verdwijnt. Een grote hoeveelheid sedimentatie doodt de koraalpoliepen. Losse sedimentdeeltjes worden echter ingevangen in de slijmlaag die Lophelia afscheidt, en worden op die manier afgevoerd.

## Synoniemen
Lophelia pertusa is de enige soort die wordt gerekend tot het geslacht Lophelia, maar na de oorspronkelijke publicatie van de naam als Madrepora pertusa in 1758 is de soort diverse keren opnieuw beschreven en benoemd met andere namen. De geslachtsnaam "Lophohelia" van Milne-Edwards en Haime uit 1857 is op te vatten als een ongeoorloofde "correctie" van de oorspronkelijk in 1849 door dezelfde auteurs als Lophelia gepubliceerde naam.
- Madrepora prolifera Pallas, 1766
- Lophelia subcostata Milne-Edwards & Haime, 1850[9]
- Lophohelia affinis Pourtalès, 1868
- Lophohelia tubulosa Studer, 1878
- Lophelia californica Durham, 1947
- Dendrosmilia nomlandi Durham & Barnard, 1952

## Media
- Youtube-filmpje